# Self Reliance
Self Reliance är en amerikansk thrillerkomedifilm från 2023 i regi av Jake Johnson, som även har skrivit filmens manus. Filmen hade premiär på SXSW filmfestival den 11 mars 2023, och har en planerad biopremiär i USA den 3 januari 2024.

## Handling
Filmen kretsar kring en man som blir erbjuden att delta i en reality show med chansen att vinna 1 miljon dollar.

## Rollista (i urval)
- Jake Johnson – Tommy Walcott
- Anna Kendrick – Maddy
- Natalie Morales
- Mary Holland
- Emily Hampshire – Mary
- Christopher Lloyd
- Wayne Brady
- Boban Marjanović – 7 Foot Man
- Andy Samberg – sig själv